# Lambert Wilson
Lambert Wilson (Neuilly-sur-Seine, 1958. augusztus 3.–) francia színész, sanzonénekes. 
A kilencvenes években Calvin Klein reklámarca volt. Legismertebb filmes alakítása a Merovingi a Mátrix-trilógiában.

## Élete és pályafutása
Ír édesapától és francia édesanyától származik. Édesapja a neves színész, Georges Wilson, aki fiától annak gyermekkorában állítólag távol élt, hogy az újságírókat és a népszerűséggel járó felhajtást távol tartsa családjától. A londoni Drama College főiskolán 1977–ben végzett.
Első szerepei közé sorolható az 1978-ban készült A csendőr és a földönkívüliek című vígjáték, Louis de Funès és Michel Galabru mellett, majd játszott a Házibuli c. film második részében is.
A kilencvenes években modellként szerepelt Christy Turlington partnereként Calvin Klein Eternity reklámkampányában. Pierce Brosnan előtt őt is tesztelték az Aranyszem (1995) főszerepére, mint a lehetséges új James Bondot.
A Mátrix filmekben a mindent tudó, fölényes Merovingit alakította. A Macskanőben a számító és törtető üzletember, George Hadare bőrébe bújt, míg a Szaharában Yves Massarde szerepét játszotta el.

## Főbb szerepei
- Mátrix: Feltámadások (The Matrix: Resurrections) (2021)… Merovingi
- A munkaügyes (Corporate) (2017)… Stéphane Froncart
- Bébibumm (Telle mère, telle fille) (2017))… Marc
- Kizárólag öttől hétig (5 to 7) (2014)… Valéry Pierpont
- Ámokfutás (2015)
- Emberek és istenek (Des hommes et des dieux) (2010)… Christian
- Meleg helyzet (Comme les autres) (2008)… Emmanuel François Xavier / Manu
- Dante 01 (Dante 01) (2008)… Saint Georges
- Trükkös gyémántrablás (Flawless) (2007)… Finch nyomozó
- A kedves lány (Gentille) (2005)… Philippe
- Királyi kalamajka (Palais Royal) (2005)… Arnaud
- Évforduló (L’Anniversaire) (2005)… Raphael
- Szahara (Sahara) (2005)… Yves Massarde
- A nagymenő visszatér (People) (2004)… Frére Arthus
- A Macskanő (Catwoman) (2004)… Georges Hedare
- Idővonal (Timeline) (2003)… Lord Arnaut
- Mátrix – Újratöltve (The Matrix Reloaded) (2003)… Merovingi
- (Dédales) (2003)… Brennac
- Mátrix – Forradalmak (The Matrix Revolutions) (2003)… Merovingi
- (HS – Hors Service)… Francis
- A nagymenő (Jet Set) (2000)… Arthus de Poulignac
- Don Quijote (Don Quixote) (2000)… a Herceg
- Az utolsó ősz (The Last September) (1999)… Hugo Montmorency
- (Marquise) (1997)… Racine
- Megint a régi nóta (On connait la chanson) (1997)… Marc Duveyrier
- A felforgató (The Leading Man) (1996)… Felix Webb
- Jefferson Párizsban (Jefferson in Paris) (1995)… Lafayette márki
- Huhogók (Chouans!) (1988) … Tarquin Larmor
- Szahara (Sahara) (1983)… Jaffar
- Egy nyár öt napja (Five Days One Summer) (1982)… Johann Biari
- Házibuli 2. (La Boum 2) (1982)… Félix Maréchal
- A csendőr és a földönkívüliek (Le Gendarme et les Extra-terrestres) (1982)… Földönkívüliek
- Júlia (Julia) (1977)… Walter Franz

## Lemezei
Színészi pályája mellett énekesként több lemeze is megjelent. Fő előadói műfaja a francia sanzon. Több városban is turnézott a La Nuit Americaine című zenés produkciójával. 
- Demons et Merveilles
- Musicals